# 旧上海特别市政府大楼
旧上海特别市政府大楼，原为中华民国上海市政府大厦，位于今上海市杨浦区清源环路650号上海体育大学内。大楼于1933年10月10日正式落成，作为当时中华民国上海市政府官员的办公大楼使用。後來成為上海体育学院的办公楼，並于2017年至2019年对其修缮，之後重新对外开放。

## 建设
1929年7月，中华民国上海特别市政府第123次会议通过了划定上海市区东北方向的翔殷路以北，闸殷路以南，淞沪路以东及周南十图，衣五图以西的土地约7,000余亩，作为新上海市中心区域。该计划后来被称为《大上海计划》。
在《大上海计划》中划定市政府权力机关所在地是市中心区的主区，并着手开始新市政府大楼的建设。而为了适宜的建筑形象，1929年10月1日，市政府决定公开征集设计图案，并悬赏3,000元。1930年2月，获奖图案正式揭晓。市政府以此为范本，取其所长并设计了新的方案。1931年6月，正式开工。
1932年1月中旬，工程即将竣工之时。“一·二八”淞沪事变爆发，日本进攻上海，在五角场、江湾至闸北地区都处于战争区域，工程被迫停工。1932年3月，停战。该工程又立即于7月重新开工，终于在1933年10月10日正式落成。

## 简介
旧上海特别市政府大楼共占地8,928平方米，在《大上海计划》中居于三民路、五权路、世界路、大同路4条干道的交汇处。
大厦高四层，入口处在第一层，十字形穿堂，有前后东西四门，宽大扶梯两处和电梯两座，直达4楼。底楼有设传达室、保险库、接待室、食堂和厨房；2楼为大礼堂、图书室、会议室；3楼中部为市长和高级职员办公室，两侧为各科室办公室；4楼为公役休息处、储藏室、档案室和电话总机房。
大楼各室装有防暑扇119只，御寒用的热水管道逾9,000平方米，保证了当户外温度为0度时，室内可达22度。各楼还均设厕所、盥洗间与消防设备。

## 图片集

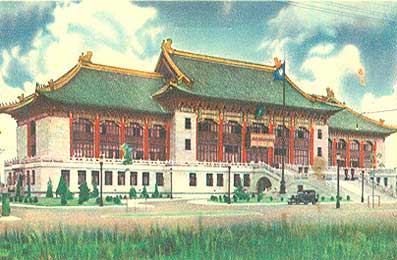
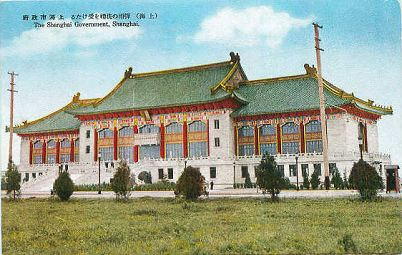
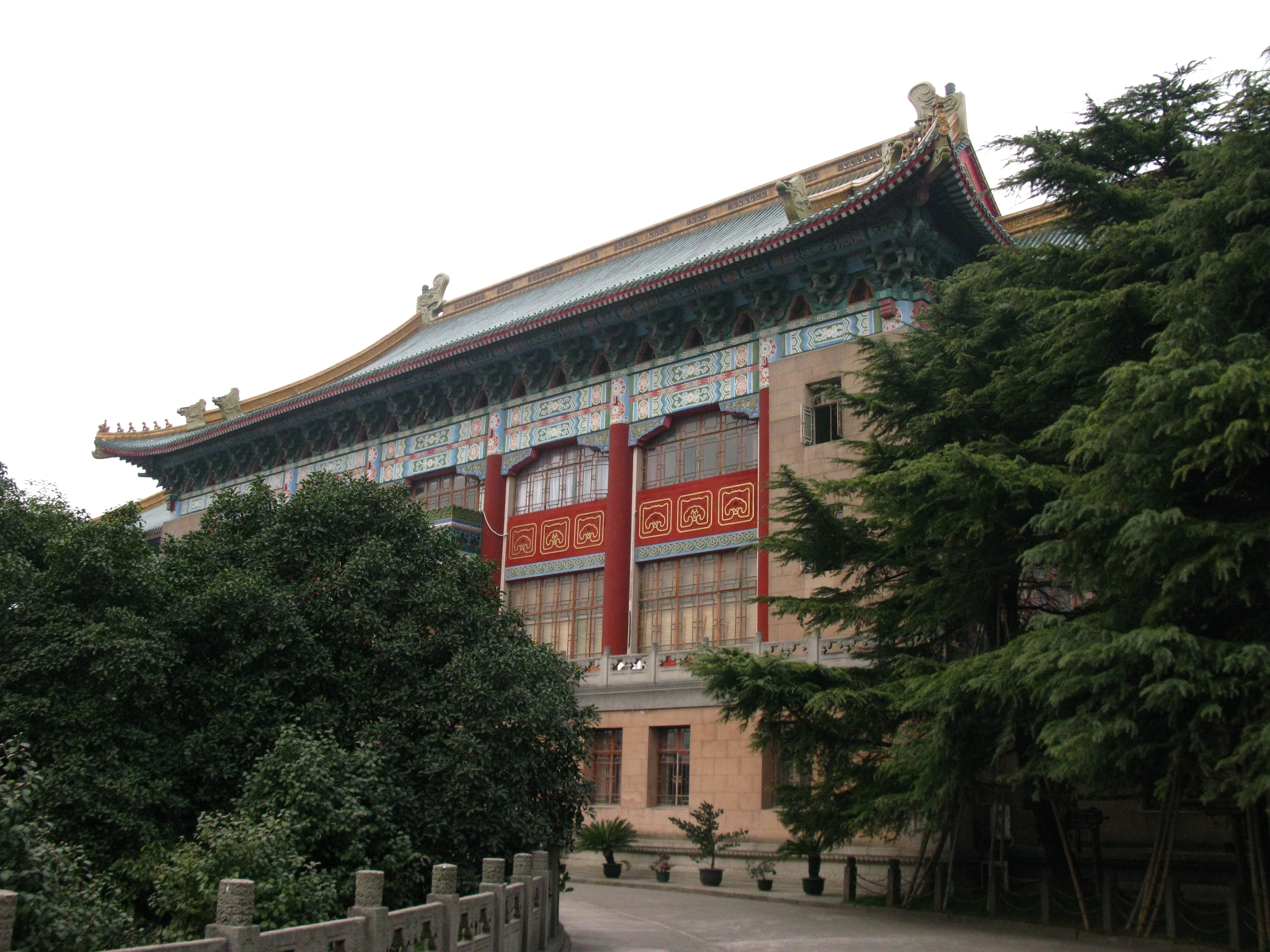